# Suimanga gorja-roig
El suimanga gorja-roig (Anthreptes rhodolaemus) és un ocell de la família dels nectarínids (Nectariniidae).

## Hàbitat i distribució
Habita els boscos de les terres baixes de la Península Malaia, Sumatra i Borneo.